# Richtlinie 2004/42/EG
Die Richtlinie 2004/42/EG (Decopaint-Richtlinie) regelt die Emissionen flüchtiger organischer Verbindungen aus Spritzanlagen und begrenzt dadurch die Verwendung lösemittelhaltiger Lacksysteme, weil nur durch die Mitverwendung von wasserverdünnbaren Beschichtungssystemen die vorgeschriebenen Grenzwerte eingehalten werden können. Gemeinsam mit der Richtlinie 1999/13/EG regelt sie den Eintrag flüchtiger organischer Verbindungen in die Umwelt.

## Österreich
- VOC-Anlagen-Verordnung (BGBl. II Nr. 301/2002) und
- Lösemittel-Verordnung 2005 (BGBl. II Nr. 398/2005)

In Österreich traten Emissionsbeschränkungen ab einem Lösemittelverbrauch von 500 kg pro Jahr 2004 in Kraft.

## Deutschland
- 31. BImSchV (BGBl. 2001 I S. 2180)
- ChemVOC-FarbV (BGBl. 2004 I S. 3508)

In Deutschland begannen die Beschränkungen ab 5000 kg am 1. Januar 2013.

## Andere Länder
In den übrigen EU-Ländern begannen die Beschränkungen ab 15.000 kg am 1. November 2007. Anlagen unter diesen Schwellenwerten unterliegen nicht der VOC-Richtlinie. Die Decopaint-Richtlinie begrenzt die Lösemittelemission durch die Beschränkung des Lösemittelgehalts im Produkt selbst und gilt für die Beschichtung von Bauprodukten wie z. B. Holzfassaden, Treppen, Fenstern, Türen etc. Sie ist am 1. Januar 2007 in Kraft getreten.

## Ausnahmen
- Sprühlacke
- Mineralische Putze
- Kleber
- Spachtel
- Dichtstoffe
- Fugenversiegelungsmaterialien
- Abbeizer
- nicht filmbildende Produkte wie: Reinigungsmittel, Öle und Wachse, Hydrophobierungsmittel, Verdünnungen und Holzschutzimprägnierungen.

Nicht erfasst und nicht geregelt ist die Beschichtung von Möbeln, Flugzeugen und Flugzeugeinrichtungen, Schiffen und Schiffseinrichtungen, Schienenfahrzeugen, Waggons und Einrichtungen derselben, Spielzeug, Maschinen und Brücken (schwerer Korrosionsschutz).

## Kennzeichnung
Damit der Kunde erkennen kann, ob das von ihm gekaufte Produkt der Decopaint-Richtlinie entspricht, sind die Gruppe, zu der das Produkt laut Decopaint-Richtlinie gehört, sowie der Lösemittelgehalt – ausgedrückt als VOC-Wert in Gramm pro Liter – auf dem Gebinde angegeben, sowie der höchstzulässige Grenzwert.

## Verwendung
Die Verwendung von Produkten, die mehr Lösemittel enthalten, als laut Decopaint-Richtlinie zulässig, ist mit Behördenbescheinigung nur noch erlaubt für die Beschichtung von historischen Gebäuden und Oldtimer-Fahrzeugen und die Verarbeitung in Spritzanlagen, die der VOC-Richtlinie unterliegen. Diese Ausnahme gilt deshalb, weil in diesen Anlagen ja die Lösemittelemission durch harte Grenzwerte ohnehin beschränkt wird.
In Österreich werden Betriebe zwar von der VOC-Richtlinie erst ab 500 kg erfasst, doch müssen auch kleinere Anlagen gewerberechtlich genehmigt werden und müssen Emissionsgrenzwerte einhalten. Aus diesem Grund dürfen in allen Spritzkabinen Lacke mit einem höheren Lösemittelgehalt als vorgeschrieben, verwendet werden.
Anders ist die Situation in Deutschland und den übrigen EU-Ländern. Da wie bereits angeführt die VOC-Richtlinie in Deutschland für Spritzanlagen erst ab einem Lösemittelverbrauch von 5.000 kg und in den übrigen EU-Ländern erst ab 15.000 kg gilt, müssen Betriebe, die weniger Lösemittel verwenden als angeführt, zur Beschichtung von Bauprodukten wie z. B. Fenster und Türen, Treppenstufen etc. „Wasserlacke“ verwendet werden. Eine ähnliche Regelung gilt in Italien.
Wie bereits erwähnt, gilt diese Regelung nur für die Beschichtung von Bauprodukten, weil die Beschichtung von Möbel generell von der Decopaint-Richtlinie ausgenommen ist.